# Десятиугольник
Десятиуго́льник (правильный десятиугольник — декагон) — многоугольник с десятью углами и десятью сторонами.

## Правильный десятиугольник
У правильного десятиугольника все стороны равной длины, и каждый внутренний угол составляет 144°.
Площадь правильного десятиугольника равна (t — длина стороны):
{\displaystyle A={\frac {5}{2}}t^{2}\ ctg{\frac {\pi }{10}}={\frac {5t^{2}}{2}}{\sqrt {5+2{\sqrt {5}}}}\approx 7.694208842938134t^{2}.}
Альтернативная формула {\displaystyle A=2.5dt}, где d - расстояние между параллельными сторонами или диаметр вписанной окружности. В тригонометрических функциях он выражается так:
{\displaystyle d=2t\left(\cos {\tfrac {3\pi }{10}}+\cos {\tfrac {\pi }{10}}\right),}
и может быть представлен в радикалах как
{\displaystyle d=t{\sqrt {5+2{\sqrt {5}}}}.}
Сторона правильного десятиугольника, вписанного в единичную окружность, равна {\displaystyle {\tfrac {{\sqrt {5}}-1}{2}}={\tfrac {1}{\varphi }}}, где {\displaystyle \varphi } - золотое сечение.
Радиус описанной окружности десятиугольника равен
{\displaystyle R={\frac {{\sqrt {5}}+1}{2}}t,}
а радиус вписанной окружности
{\displaystyle r={\frac {\sqrt {5+2{\sqrt {5}}}}{2}}t.}

### Построение

Построение правильного десятиугольника.

По теореме Гаусса — Ванцеля правильный десятиугольник возможно построить, используя лишь циркуль и линейку.
На диаграмме показано одно из таких построений.
Иначе его можно построить следующим образом:
1. Построить сначала правильный пятиугольник.
2. Соединить все его вершины с центром описанной окружности прямыми до пересечения с этой же окружностью на противоположной стороне. В этих точках пересечения и находятся остальные пять вершин десятиугольника.
3. Соединить по порядку вершины пятиугольника и пять точек, найденные шагом ранее. Искомый десятиугольник построен.

## Разбиение правильного десятиугольника
Гарольдом Коксетером было доказано, что правильный {\displaystyle 2m}-угольник (в общем случае - {\displaystyle 2m}-угольный зоногон) можно разбить на {\displaystyle {\frac {m(m-1)}{2}}} ромбов. Для декагона {\displaystyle m=5}, так что он может быть разбит на 10 ромбов.
| Разбиение правильного десятиугольника | Разбиение правильного десятиугольника |
| ------------------------------------- | ------------------------------------- |
|                                       |                                       |

## Пространственный десятиугольник
| Правильные пространственные десятиугольники | Правильные пространственные десятиугольники | Правильные пространственные десятиугольники |
| {5}#{ }                                     | {5/2}#{ }                                   | {5/3}#{ }                                   |
| ------------------------------------------- | ------------------------------------------- | ------------------------------------------- |
| Пятиугольная антипризма                     | Пентаграммная антипризма                    | Пентаграммная антипризма с перекрёстом      |

Пространственный десятиугольник — пространственный многоугольник с десятью рёбрами и вершинами, но не лежащими в одной плоскости. У пространственного зиг-заг десятиугольника вершины чередуются между двумя параллельными плоскостями.
У правильного пространственного десятиугольника все рёбра равны. В трёхмерном пространстве это зиг-заг пространственный декагон, он может быть обнаружен среди рёбер и вершин пентагональной антипризмы, пентаграммной антипризмы, пентаграммной перекрещивающейся антипризмы с той же D5d [2+,10] симметрией порядка 20.
Его также можно найти в некоторых выпуклых многогранниках с икосаэдрической симметрией. Многоугольники по периметру этих проекций (см. ниже) это пространственные десятиугольники.
| Ортогональные проекции многогранников | Ортогональные проекции многогранников | Ортогональные проекции многогранников | Ортогональные проекции многогранников |
| ------------------------------------- | ------------------------------------- | ------------------------------------- | ------------------------------------- |
| Додекаэдр                             | Икосаэдр                              | Икосододекаэдр                        | Ромботриаконтаэдр                     |

### Многоугольники Петри
Правильный пространственный десятиугольник — это многоугольник Петри для многих многогранников высших размерностей, как показано на этих ортогональных проекциях на различных плоскостях Коксетера.
| A9         | D6  | D6  | B5          | B5    |
| ---------- | --- | --- | ----------- | ----- |
| 9-симплекс | 411 | 131 | 5-ортоплекс | 5-куб |